# ايغور ليبيدينكو
ايغور ليبيدينكو (الروسية: Игорь Владимирович Лебеденко) (27 مايو 1983 بموسكو في روسيا - ) هو لاعب كرة قدم روسي في مركز الهجوم. لعب مع توربيدو موسكو وتيريك غروزني وروبين كازان ولوكوموتيف موسكو ونادي روستوف ونادي ساتورن رامنسكوي.

## وصلات خارجية
- ايغور ليبيدينكو على موقع قاعدة بيانات كرة القدم.إي يو (الإنجليزية)
- ايغور ليبيدينكو على موقع Soccerway.com (الإنجليزية)
- ايغور ليبيدينكو على موقع عالم كرة القدم.نت (الإنجليزية)